# Edisons 1977
Voor het eerst sinds 1973 werden er in 1977 in Nederland weer Edisons uitgereikt. Niet meer door de CCGC (Commissie Collectieve Grammofoonplaten Campagne), die eind 1974 was opgeheven, maar door de NVPI, de overkoepelende organisatie van platenmaatschappijen in Nederland.
De herintroductie van de Edisons viel samen met het feit dat het in 1977 honderd jaar geleden was dat Thomas Edison de fonograaf uitvond, het eerste apparaat waarmee muziek kon worden opgenomen en afgespeeld. De platenindustrie pakte dat jubileum aan met een aantal speciale acties, waarvan de Edison-toekenning er één was.
De Edisons werden voor het eerst uitsluitend aan Nederlandse artiesten uitgereikt. Zij kregen hun prijzen op 13 oktober 1977 in Wassenaar uit handen van Henri Knap. Twee dagen later vond in het Circustheater in Scheveningen een tv-gala plaats van de TROS, waarin de Edison-winnaars optraden. De presentatie was van Willy Dobbe.

## Winnaars
- Pop: Robert Long voor Levenslang
- Pop: Conny Vandenbos voor Zo Wil Ik Leven
- Pop: Anita Meyer voor In the Meantime I Will Sing
- Pop: Pussycat voor Souvenirs
- Cabaret: Koot & Bie voor De Tweede Langspeelplaat van het Simplisties Verbond
- Cabaret: Don Quishocking voor Afscheidstournee
- Pop: Hans Vermeulen voor I Only Know My Name
- Single van het jaar: Shirley Zwerus voor It's Me
- Speciaal: Han Peekel voor Kroniek van de Nederlandse Kleinkunst

1960 · 1961 · 1962 · 1963 · 1964 · 1965 · 1966 · 1967 · 1968 · 1969 · 1970 · 1971 · 1972 · 1973 · 1974 · 1975 · 1976 · 1977 · 1978 · 1979 · 1980 · 1981 · 1982 · 1983 · 1984 · 1985 · 1986 · 1987 · 1988 · 1989 · 1990 · 1991 · 1992 · 1993 · 1994 · 1995 · 1996 · 1997 · 1998 · 1999 · 2000 · 2001 · 2002 · 2003 · 2004 · 2005 · 2006 · 2007 · 2008 · 2009 · 2010 · 2011 · 2012 · 2013 · 2014 · 2015 · 2016 · 2017 · 2018 · 2019 · 2020 · 2021 · 2022 · 2023 · 2024